# Сьюдад-Родригоська діоцезія
Сьюда́д-Родри́госька діоцезія (лат. Dioecesis Civitatensis; ісп. Diócesis de Ciudad Rodrigo) — діоцезія римського обряду Католицької церкви в Іспанії, з центром у місті Сьюдад-Родриго.  Входить до складу Валядолідської церковної провінції. Суфраганна діоцезія Валядолідської архідіоцезії. Заснована 1168 року. Голова — єпископ Сьюдад-Родригоський. Центральний храм — Сьюдад-Родригоський собор.  Площа — 4,264 км². Населення — 45,474 ос.; з них католики — 44,487 ос. (97.8%). Чинний голова — Сесіліо Рауль Берсоза Мартінес, єпископ Сьюдад-Родригоський.

## Єпископи
- Сесіліо Рауль Берсоза Мартінес

## Статистика
Згідно з «Annuario Pontificio» і Catholic-Hierarchy.org:
| Рік  | Населення | Населення | Населення | Священики | Священики | Священики | Священики           | Диякони | Ченці    | Ченці | Парафії |
| Рік  | католики  | загалом   | %         | загалом   | секулярні | ченці     | вірних на священика | Диякони | чоловіки | жінки | Парафії |
| ---- | --------- | --------- | --------- | --------- | --------- | --------- | ------------------- | ------- | -------- | ----- | ------- |
| 1950 | 140.000   | 140.000   | 100,0     | 122       | 122       |           | 1.147               |         |          | 116   | 111     |
| 1970 | 71.187    | 71.187    | 100,0     | 139       | 139       |           | 512                 |         |          | 189   | 115     |
| 1980 | 56.155    | 56.168    | 100,0     | 109       | 109       |           | 515                 |         |          | 140   | 119     |
| 1990 | 49.135    | 49.192    | 99,9      | 108       | 108       |           | 454                 |         |          | 127   | 119     |
| 1999 | 43.717    | 44.477    | 98,3      | 100       | 100       |           | 437                 |         |          | 142   | 120     |
| 2000 | 42.992    | 43.742    | 98,3      | 92        | 92        |           | 467                 |         |          | 134   | 121     |
| 2001 | 42.314    | 43.025    | 98,3      | 90        | 90        |           | 470                 |         |          | 133   | 121     |
| 2002 | 41.320    | 42.034    | 98,3      | 86        | 86        |           | 480                 |         |          | 130   | 121     |
| 2003 | 44.631    | 45.605    | 97,9      | 83        | 83        |           | 537                 |         |          | 135   | 121     |
| 2004 | 44.587    | 45.614    | 97,7      | 80        | 80        |           | 557                 |         |          | 138   | 121     |
| 2006 | 44.487    | 45.474    | 97,8      | 80        | 80        |           | 556                 |         |          | 139   | 121     |
| 2013 | 39.202    | 40.580    | 96,6      | 69        | 69        |           | 568                 |         |          | 94    | 120     |